# Martin Gerste
Martin Gerste (* 5. September 1872 in Gleiwitz; † 17. Dezember 1956 in Mülheim an der Ruhr) war der erste städtische Sportdirektor in Mülheim an der Ruhr.

## Leben
Als ausgebildeter Turnlehrer kam Martin Gerste 1910 aus dem schlesischen Liegnitz nach Mülheim an der Ruhr, um dort die neugeschaffene Stelle eines Stadtturn- und Spielinspektors anzutreten. Bis zu seiner Pensionierung 1937 unterstand ihm in dieser Funktion das ebenfalls neugegründete Stadtamt für Leibesübungen (Sportamt). 1911 rief er die Vaterländischen Festspiele – die späteren Jugendfestspiele –  ins Leben, gründete 1919 den Stadtsportbund, dessen Vorsitz er bis 1928 innehatte, und war über 15 Jahre lang Vorsitzender der Mülheimer Turngemeinde 1856. Über viele Jahre hinweg fungierte er als oberster technischer Leiter des Rheinischen Turnerbundes, der ihm 1952 für sein Engagement mit der Ehrenmitgliedschaft dankte.
Als Buchautor machte Gerste sich einen Namen mit „Deutschlands spielende Jugend“, „Wanderfahrten der deutschen Volksschuljugend“ sowie „Lehrpläne für das Knaben- und Mädchenturnen“. Er war Mitarbeiter beim „Handbuch des gesamten Turnwesens“.
Sein Engagement für den Sport im Rahmen der Erziehung von Kindern und Jugendlichen  machte Martin Gerste zu einer Persönlichkeit, deren Wirken weit über die Grenzen Mülheims hinaus Beachtung und Geltung fand. In Anlehnung an den großen deutschen Turner und Organisator Friedrich Ludwig Jahn wurde er auch als „Turnvater“ Mülheims bezeichnet.
Wenige Jahre nach seinem Tod wurde 1960 im Mülheimer Stadtteil Speldorf eine Straße nach ihm benannt.

## Weitere Quellen
- StadtA Mülheim an der Ruhr, Bestand 1550/139 (Biografische Sammlung)
- StadtA, Bestand 1210/98 (Personalakte)
- StadtA Mülheim an der Ruhr, Bestand 1605 (Nachlass Gerste)
- Landesarchiv NRW, Abt. Rheinland, Bestand NW 1013 (Entnazifizierungsakten)